# ブロカールの予想
ブロカールの予想（ブロカールのよそう、英: Brocard's conjecture, Brocard conjecture）は、2つの連続する奇素数の自乗間に4つ以上の素数があることを述べる数論の予想である。ベルトランの仮説によってこの予想とデボーヴ（Desboves）の定理を証明できると考えたアンリ・ブロカールの名を冠する。真であると信じられているが、2023年現在、証明されていない。  
| n                             | pn | p 2 n | 素数                         | Δ  |
| ----------------------------- | -- | ----- | ---------------------------- | -- |
| 1                             | 2  | 4     | 5, 7                         | 2  |
| 2                             | 3  | 9     | 11, 13, 17, 19, 23           | 5  |
| 3                             | 5  | 25    | 29, 31, 37, 41, 43, 47       | 6  |
| 4                             | 7  | 49    | 53, 59, 61, 67, 71, ...      | 15 |
| 5                             | 11 | 121   | 127, 131, 137, 139, 149, ... | 9  |
| Δ = π(p 2 n + 1 ) − π(p 2 n ) |    |       |                              |    |

pnをn番目の素数、π(x)を素数計数関数とする（n ≥ 2）。数列π(p 2
n + 1 ) − π(p 2
n )は 2, 5, 6, 15, 9, 22, 11, 27...となる（OEIS: A050216）。
ルジャンドル予想は、連続する正整数の自乗間には2つ以上の素数が存在するという予想である。